# روسلان ماژینف
روسلان ماژینُف (به قرقیزی: Руслан Маджинов) (زادهٔ ۲۲ نوامبر ۱۹۷۱) کشتی‌گیر سابق و مربی کشتی اهل قرقیزستان است که به عنوان سرمربی تیم ملی کشتی آزاد قرقیزستان فعالیت کرده است. ماژینوف همچنین در سفر به آمریکا به عنوان مربی کالج کشتی واشنگتن و نیز باشگاه کشتی آپاچی در فیلادلفیا فعالیت کرده است.

## افتخارات
- مقام چهارم بازی‌های آسیایی ۱۹۹۴ هیروشیما - ۶۲ کیلوگرم
- بازی‌های آسیای مرکزی ۱۹۹۵ تاشکند - ۶۲ کیلوگرم
- مقام چهارم مسابقات قهرمانی کشتی جهان ۱۹۹۸ تهران - ۵۸ کیلوگرم
- مقام هفتم بازی‌های آسیایی ۱۹۹۸ بانکوک - ۶۳ کیلوگرم
- مسابقات قهرمانی کشتی آسیا ۱۹۹۹ تاشکند - ۵۸ کیلوگرم
- مقام ششم مسابقات قهرمانی کشتی آسیا ۲۰۰۱ اولان‌باتور - ۶۳ کیلوگرم